# Museo del grano La Cilla
El museo del grano La Cilla se encuentra en el municipio de La Oliva, en la isla de Fuerteventura, en las islas Canarias. Es una edificación de finales del siglo XIX que se utilizaba para almacenar los cultivos de la isla.

## Historia
Las cillas eran edificios que servían para almacenar los cereales y demás productos que le correspondían a la Iglesia por el diezmo. La cilla del municipio de La Oliva fue construida según las bases de la arquitectura tradicional majorera.
Originalmente las cillas con las que contaba la isla eran cuatro, y se encontraban en Antigua, Tetir, Tiscamanita y Tindaya. Con el paso del tiempo, sobre todo a partir de 1750, el deterioro de estas obligaba a hacer continuas y costosas reparaciones. El coronel Agustín de Cabrera Bethencourt consiguió con su influencia que se construyera la cilla de La Oliva en 1815, pero no fue hasta cuatro años después en 1819, que realmente se puso en marcha la obra. Esto fue a causa de las tensiones y conflictos que había entre el coronel y Julián Leal Sicilia, un burgués de la isla.
La construcción de esta edificación se dio bajo el mando del maestro mayor Francisco Carrión, que firmó las cuentas de la obra a finales del mismo año. Sin embargo la función de esta cilla fue corta, ya que con la llegada de 1836, llegaron las desamortizaciones de Mendizábal, por las que el Estado incautó los bienes a la Iglesia. Al año siguiente se suprimió el diezmo como obligación civil, y dejó de cobrarse.
Casi dos siglos después, en 1997 el Cabildo de Fuerteventura decidió recuperar y comprar el edificio por su importancia histórica para la isla, y ese mismo año creó el Museo del Grano.

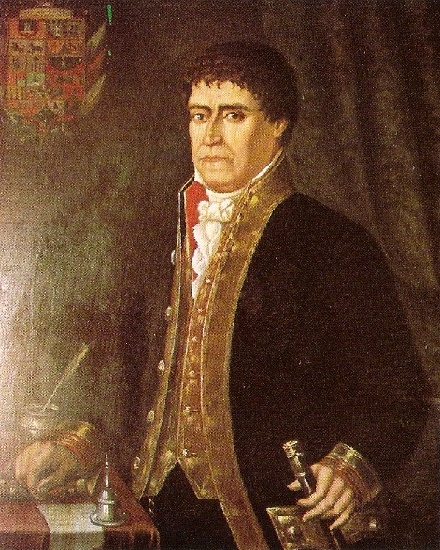
Pintura de Don Agustín de Cabrera Bethencourt

## Administración
Desde que el Cabildo Insular de Fuerteventura se hizo cargo de la edificación en 1997, es esta institución la que se encarga de organizar las visitas y horarios.

## Colecciones
Ya que la actividad económica más importante de la isla era la agricultura, se han recuperado objetos útiles agrícolas de diferentes usos y se han expuesto en torno a una serie de explicaciones y fotografías.